# Serguéi Kuriojin
Serguéi Anatólievich Kuriojin, conocido como Serguéi Kuriokhin por la transliteración inglesa, en ruso: Серге́й Анато́льевич Курёхин, (Leningrado 16 de junio de 1954 - 9 de julio de 1996) fue un actor, pianista, compositor de bandas sonoras, y escritor ruso de jazz fusión.

## Biografía
Kuriojin comenzó tocando el piano y los teclados en una banda escolar de Leningrado. Después de tocar con bandas profesionales tanto de jazz como de rock, Kuriojin estuvo algunas temporadas actuando en teatro, y llegó a convertirse en uno de los rostros más populares de Rusia en la década 1980-1990. En los últimos años de su vida, se desarrolló como compositor de bandas sonoras experimentales y actor. Fuera de Rusia fue conocido como intérprete de jazz, tanto por su grabaciones ―editadas en Reino Unido a partir de 1981 en el sello Leo Records― como por sus conciertos con el "Ensemble Pop-Mekhanika" y sus happenings, llamados igualemnte Pop Mekhanika. Ha contribuido igualmente en un gran número de álbumes(por ejemplo, Triangle, Taboo y Radio Africa) de la famosa banda rusa de rock, Aquarium.
Su trabajo cinematográfico, incluye su participación como actor y autor de la música, en Two Captains II (Два капитана II), un seudodocumental cómico sobre la Segunda Guerra Mundial. compuso también la banda sonora de la película rusa de terror, The designer (en ruso: Господин Оформитель), y llevó el papel principal en la película sobre la mafia local, Lokh pobeditel vody.
Durante los años 1990, Kuriojin fue miembro del "St. Petersburg City Council for Culture and Tourism". Murió de una rara enfermedad, el sarcoma cardíaco, a los 42 años, en 1996, y fue enterrado en el cementerio de Komarovo cerca de la tumba de Anna Akhmatova. El "Saint-Petersburg Annual International Music Festival" se ha denominado tras su muerte SKIF (Sergey Kuryokhin International Festival). En 2004, la Sergey Kuryokhin Foundation and Kuryokhin Center" estableció un premio anual en el campo del arte moderno.

## Discografía
- 1981: The Ways of Freedom (Пути Свободы).
- 1988: Tragedy in Rock (Трагедия в стиле РОК).
- 1989: Mr. Designer (Господин оформитель).
- 1989: Popular Science (Популярная наука) con Henry Kaiser
- 1991: Album for Children (Детский альбом).
- 1991: Opera for the Rich (Опера богатых).
- 1991: Some combinations of fingers and passion.
- 1994: Sparrow Oratorium/Four Seasons (Воробьиная оратория).
- 1996: Friends Afar (Sound Wave Records) con Kenny Millions
- 1996: Dear John Cage (Long Arm Records) con Kenny Millions

## Otros trabajos
- 1990: Buster's Bedroom.
- 1994: Música para la representación de la obra de Chéjov, Chaika (La gaviota).
- 2007: Música para la serie de TV, Anna Karénina.